# Simone Crescenzi
Simone Crescenzi (Terracina, 1º luglio 1997) è un taekwondoka italiano. Agli europei di Sofia 2021 ha vinto la medaglia di bronzo nel torneo dei -63 chilogrammi.
Ha vinto i campionati italiani di taekwondo in sei diverse occasioni, le prime cinque nella categoria "-63kg" e l'ultima nella categoria  "-68kg".

## Palmarès

### Europei
Individuale
- Bronzo nella categoria -63 kg a Sofia 2021

### Campionati italiani
- Oro nella categoria -63 kg a Pozzuoli 2014
- Oro nella categoria -63 kg a Riccione 2015
- Oro nella categoria -63 kg a Reggio Calabria 2016
- Oro nella categoria -63 kg a Bari 2018
- Oro nella categoria -63 kg Casoria 2019
- Oro nella categoria -63 kg Busto Arsizio 2021